# Grabsteine der Familie Rottal
Die Grabsteine der Familie Rottal stehen an der Pfarrkirche Feistritz am Wechsel im Bezirk Neunkirchen in Niederösterreich. Die Grabsteine stehen mit der Kirche unter Denkmalschutz (Listeneintrag).

## Geschichte
1547 ging die Burg Feistritz an die Familie Rottal.

## Grabsteine
Der bemerkenswerte Bestand von 13 zumeist rotmarmornen Grabsteinen zeigt sich im Stil der Renaissance und des frühen Barocks.
An der Westwand nördlich der Vorhalle der Kirche
- Frühbarocker Wappengrabstein aus Sandstein der Elisabet von Rottal, geb. Wurmprandin Freyin, Wappen Wurmprand, aus der Mitte des 17. Jahrhunderts.

An der Nordwand der Kirche
- Zwei kleine Wappengrabsteine der Kinder des Hans Joseph Freiherr von Rottel, Hans Friderich gestorben 1621 und Barbara Cordula gestorben 1624.
- Wappengrabstein Catterina von Rottal, geboren von Mauges, gestorben 1578, Wappen Mauges.
- Rittergrabstein mit ganzfigurigem Relief und Wappen Rottal aus der zweiten Hälfte des 16. Jahrhunderts.
- Wappengrabstein Barbara von Rattall, geborene von Trauttmannsdorff, gestorben 1553, Wappen Trauttmannsdorff.
- Figuraler Grabstein mit Relief Betender Ritter vor Kruzifix, Hans Wilhelm Freyher von Rottal, gestorben 1600.
- Rittergrabstein mit ganzfigurigem Relief und Wappen Rottal, um 1600.
- Wappengrabstein Wilhalm von Rottal der Elter, gestorben 1566, und Gemahlin Iuliana, geboren von Mindarf, gestorben 1562, mit Allianzwappen Rottal/Mindorf.
- Wappengrabstein Hans Gorg Freyherr von Rottal, gestorben 1625, und Gemahlin Leonora, geborene Freyin von Heissenstain, gestorben 1624, mit Allianzwappen Rottal/Heissenstein.

An der Südwand der Kirche
- Wappengrabstein Katharina von Rottal, geborene von Scharnberg, mit Wappen Scharnberg, Anfang des 17. Jahrhunderts.
- Wappengrabstein Maria Eleonora Freyin von Rottal, geborene Gravin von Geyersperg und Osterburg, gestorben 1682, mit Allianzwappen Rottal/Geyer von Osterburg.

An der Westwand südlich der Vorhalle der Kirche
- Frühbarocker Wappengrabstein Hans Joseph Freiherr von Rottal, aus der Mitte des 17. Jahrhunderts.